# Eladio Cabañero
Eladio Cabañero López (Tomelloso, Ciudad Real, 6 de diciembre de 1930 - Madrid, 22 de julio de 2000) fue un poeta español. 

## Biografía
Su padre, fotógrafo y maestro, que había sido militante socialista y presidente de la Casa del Pueblo, fue fusilado tras la guerra civil, en 1940. De formación enteramente autodidacta, durante su niñez y primera juventud se dedicó a trabajar en el campo y a la albañilería, primero como aprendiz y luego como oficial. Se trasladó a Madrid en 1956 y estuvo empleado en la Biblioteca Nacional durante 12 años. También trabajó 10 años en la Editorial Taurus. Fue redactor jefe de La Estafeta Literaria y de la revista Nueva Estafeta hasta su desaparición. En 1963, fue incluido en la antología Poesía última de Francisco Ribes,  y en 1968 en la Antología de la nueva poesía española, donde también fueron antologados Claudio Rodríguez, Ángel González, José Ángel Valente y Carlos Sahagún, autores que conforman el grupo poético madrileño que se dio a conocer en la década de 1950-1960, identificado a su vez con la generación de los 50. Entre los premios obtenidos por Cabañero se encuentran el Juventud, por su poema 'El pan', un accésit al Premio Adonais, el Premio Nacional de Literatura y el Premio de la Crítica.
Eladio Cabañero ha sido valorado por la sinceridad de su discurso poético, siempre directo y claro como el horizonte manchego, paisaje que envuelve muchos pasajes de su obra, junto con el amor, la soledad, el desvalimiento, la ternura o la queja ante la injusticia.
En 2014, tres lustros después de su muerte, se editó una antología poética a cargo de Pedro Antonio González, por el servicio de publicaciones de la Diputación de Ciudad Real.

## Obra

### Lírica
- Desde el sol y la anchura, Tomelloso, Ayuntamiento, 1956.
- Una señal de amor, Madrid, Rialp, 1958. (Accésit Premio Adonais 1957)
- Recordatorio, Madrid, Taurus, 1961. (Reeditado en 1995 por Ediciones La Palma)
- Marisa Sabia y otros poemas, Madrid, Gráficas Halar, 1963. (Premio Nacional de Literatura 1963)

- Palabra compartida (antología poética) Edición a cargo de Pedro A. González Moreno. Dip. Ciudad Real, 2014.[1]

### Prosa
- La Mancha. Ensayo preliminar de Eladio Cabañero. Fotografías de Josip Ciganovic, Madrid, Clave, [1968]

### Antología
- Poesía (1956-1970), Prólogo de Florencio Martínez Ruiz, Barcelona, Plaza & Janés, 1970. (Premio de la Crítica 1971)
- Señal de amor (Antología poética 1956-1991), Madrid, Ediciones Libertarias, 1992.
- Poesía reunida, Introducción de Francisco Gómez Porro, Tomelloso, Ayuntamiento, 2001.
- Palabra compartida (Antología poética), Introducción y selección de Pedro A. González Moreno, Ciudad Real, Biblioteca de Autores Manchegos, 2014.[4]

## Estudios
- Ríos Ruiz, Manuel, La poesía de Eladio Cabañero, en Cuadernos Hispanoamericanos, núm. 262 (1972), págs. 151-167.
- Alambor. Revista de la Asociación Cultural de Tomelloso, número 1. Homenaje a los poetas Eladio Cabañero y Félix Grande. Tomelloso, marzo de 1982.
- Debicki, Andrew P., Eladio Cabañero: imágenes, estilo, efecto, en Poesía del conocimiento. La generación española de 1956-1971, Madrid, Júcar, 1987, pags. 257-280.
- González Moreno, Pedro A., Aproximación a la poesía manchega, Ciudad Real, BAM, 1988.
- La Estafeta Literaria, VII Época, núm.13. Homenaje a Eladio Cabañero. Madrid, 2000.
- Rodríguez Ruiz, Esteban, Eladio Cabañero: una mirada hecha verso. Aproximación a su poesía, Tomelloso, Soubriet, D.L., 2004